# Mamogênese

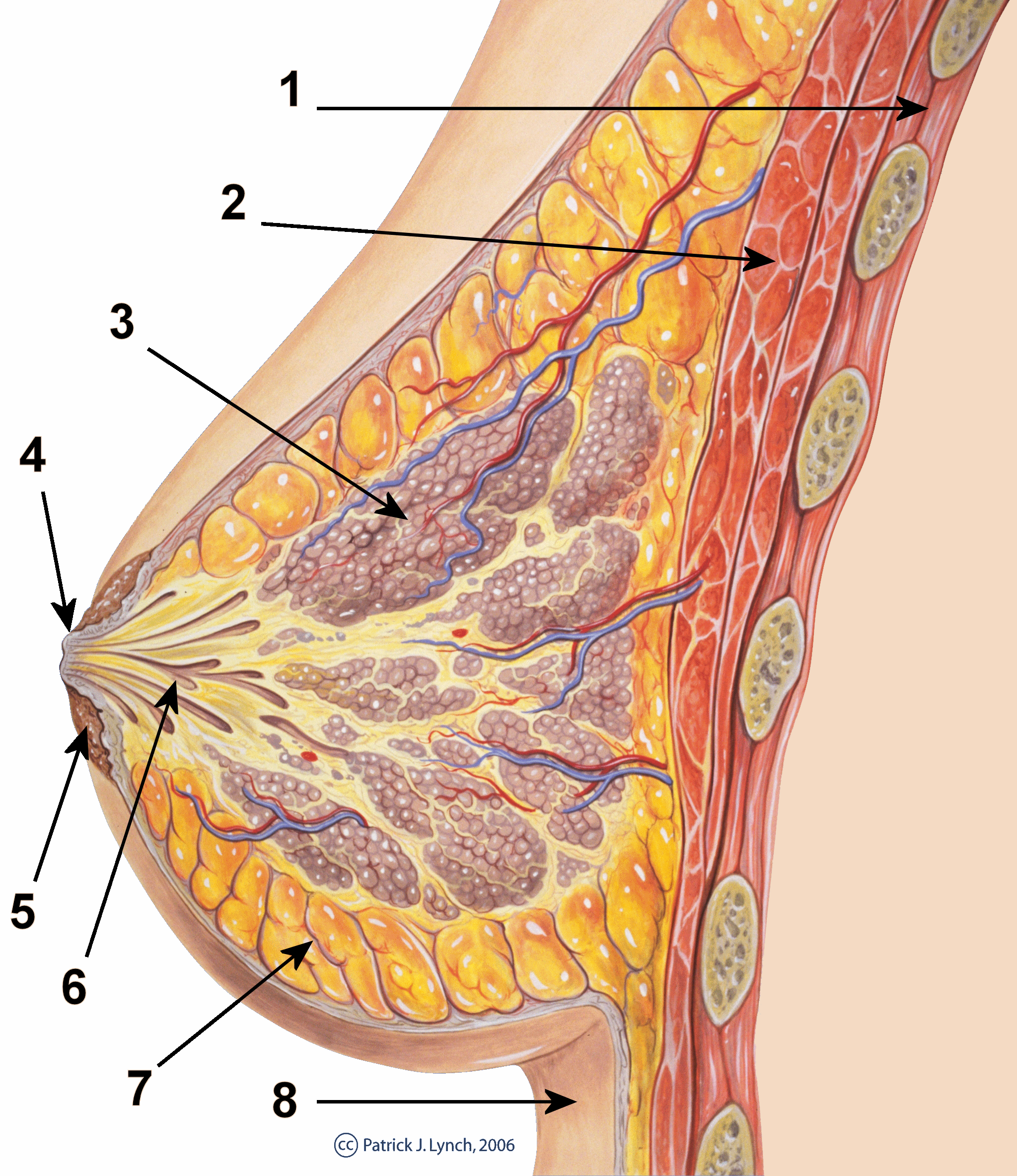
Esquema transversal da glândula mamária.

Mamogênese é a fase de desenvolvimento da glândula mamária. Inicia com a puberdade e termina com o climatério ou com a castração. Na prenhez, o seu desenvolvimento é acelerado e se completa.
Durante os primeiros ciclos menstruais, os esteróides sexuais ovarianos exercem, através dos estrógenos, efeitos proliferativos dos canais mamários, enquanto a progesterona em atuação conjunta com aqueles produz o crescimento e expansão dos alvéolos.
A diferenciação completa do tecido funcional da mama requer ainda a participação de diversos hormônios que constituem o complexo lactogênico: prolactina, hormônio de crescimento (somatotropina), cortizol, tireoxina, tireotropina e insulina.
Na gestação acentua-se  o crescimento de estruturas glandulares, sob a ação de hormônios (estrogênio, progesterona, hormônio lactogênico) segregados pela placenta e ainda cortizol.
A prolactina durante a gravidez sobe de um nível normal (10 – 25 mg/ml) a níveis altos. Embora a prolactina estimule um crescimento significativo da mama e se encontre disponível para a lactação, somente o  pré-colostro é produzido durante a gestação. A lactação completa é inibida pelos altos níveis de esteróides ovarianos, em especial da progesterona, os quais interferem com a ação da prolactina está sob efeito de fatores do hipotálamo e que a mesma contém uma substância que impede na liberação, fator de inibição do prolactina (PIF).